# Nia Zulkarnaen
Nia Zulkarnaen, właśc. Vanya Zulkarnaen (ur. 19 czerwca 1970 w Dżakarcie) – indonezyjska aktorka, piosenkarka, modelka i producentka filmowa.
Jest córką aktora Dicky’ego Zulkarnaena i aktorki Mieke Wijayi.
Debiutowała w 1977 roku rolą w filmie Jeritan Si Buyung.  Występowała również w wielu reklamach, m.in. w reklamie mydła GIV.

## Filmografia
Źródło:
- Jeritan Si Buyung (1977)
- Cemburu NIH.. Yee... (1986)
- Sama Juga Bohong (1986)
- Jodoh Boleh Diatur (1988)
- Lagu Untuk Seruni (1991)
- Bukan Main
- Merpati Tak Pernah Ingkar Janji
- Darna Ajaib
- Aku Benci Kamu
- Kristal Kristal Cinta
- Isabella
- Pintar-Pintaran
- Denias, Senandung Diatas Awan (2006)

Seriale telewizyjne
- Bunga-Bunga Kehidupan (1993)
- Nikita (1995)
- Cinta Rasa Tora Bika (1999)
- Romansa 21 (2003)
- Bayangan Adinda (2003)
- Pura-Pura Buta (2005)

## Dyskografia
Źródło:
Albumy studyjne
- Benang Benang Cinta
- Kepastian
- Jangan Pisahkan Aku
- Kuingin Bersamamu
- Kanda Disini
- Hanya Padamu